# Stefan Czarnecki (oficer)
Stefan Jan Wiktor Marian Feliks Czarnecki (ur. 21 października 1893 w Dobrzycy, zm. 1945 w Workucie) – hrabia h. Prus III, żołnierz armii niemieckiej, powstaniec wielkopolski, oficer kawalerii Armii Wielkopolskiej i Wojska Polskiego, kawaler Orderu Virtuti Militari.

## Życiorys
Urodził się w Dobrzycy, w rodzinie Józefa i Stanisławy z Lipskich. Absolwent szkoły średniej w Ostrowie Wielkopolskim. W 1914 powołany do armii niemieckiej. W jej szeregach walczył na frontach I wojny światowej. Zdemobilizowany w stopniu porucznika. W grudniu 1918 organizował i kierował Wydziałem Personalnym Dowództwa Głównego Wojsk Wielkopolskich. W marcu 1919 awansował na rotmistrza. Od listopada 1919 pracował w Dowództwie Okręgu Generalnego „Poznań”, a od 15 czerwca 1920 w szwadronie zapasowym 16 pułku ułanów. W lipcu 1920 objął stanowisko zastępcy dowódcy 16 pułku ułanów. Na polu wałki wyróżnił się osobistą odwagą, zwłaszcza 17 i 20 sierpnia 1920 szarżując dyonem na przeważające siły nieprzyjaciela (m. Dasze), biorąc jeńców i 10 dział. Za czyny te odznaczony został Krzyżem Srebrnym Orderu Virtuti Militari. 27 sierpnia 1920 został zatwierdzony z dniem 1 kwietnia 1920 w stopniu rotmistrza, w kawalerii, w grupie oficerów byłej armii niemieckiej. Po wojnie zdemobilizowany. 8 stycznia 1924 został zatwierdzony w stopniu rotmistrza ze starszeństwem z 1 czerwca 1919 i 173. lokatą w korpusie oficerów rezerwy kawalerii. Posiadał przydział w rezerwie do 16 puł w Bydgoszczy. W 1939 pozostawał w dyspozycji Dowództwa Okręgu Korpusu nr VII. 
W 1939 dzięki ostrzeżeniu ziemianina niemieckiego von Stengla, wówczas pułkownika Wehrmachtu, uniknął aresztowania – jego nazwisko znajdowało się bowiem na gestapowskiej liście skazanych na śmierć. Wyjechał do Warszawy, gdzie podczas wojny pracował jako urzędnik Państwowego Banku Rolnego, a następnie administrator majątku Gustawa Bławdziewicza w Nowym Mieście nad Pilicą. W nocy z 19 na 20 stycznia 1945 został zatrzymany przez NKWD razem z Gustawem Bławdziewiczem i p. Naczasem - zarządcą jego majątku w Nowym Mieście. Z relacji tego ostatniego, który pod koniec 1945 wrócił do Polski wynika, że wszyscy trzej zostali wywiezieni do kopalni w Workucie, gdzie w przeciągu trzech miesięcy z głodu zmarł Stefan Czarnecki, a Gustaw Bławdziewicz śmiertelnie zachorował na czerwonkę.

## Ordery i odznaczenia
- Krzyż Srebrny Orderu Wojskowego Virtuti Militari nr 3343[2]